# ベラルーシ国内軍
ベラルーシ国内軍（ベラルーシ語: Унутраныя войскі Міністэрства ўнутраных спраў Рэспублікі Беларусь）とは、ベラルーシ内務省に所属するベラルーシ国内での使用を目的とした軍事組織。公共秩序の維持、重要施設の警備等を任務とする。
国内軍成員の身分は、軍人である。フランス国家憲兵隊や、イタリアのカラビニエリとは異なり、犯罪捜査等には従事せず、純粋な軍事作戦を任務とした組織である。
上述の通りベラルーシ内務省の指揮下にあるため、ベラルーシ内務省軍とも呼ばれる。

## 歴史
ソビエト連邦の崩壊とソ連内務省の解散と関連して、1991年11月28日、ソ連内務省国内軍第43師団はベラルーシ内務省に移管され、ベラルーシ内務省国内軍第43師団に改称された。但し、駐留地がロシア連邦内となった第502、第649護送連隊（スモレンスク市、ブリャンスク市）及び第148独立民警特殊自動車化大隊（ブリャンスク市）については師団の編成から外され、ロシア国内軍中央局直轄となった。
1992年3月24日、ベラルーシ共和国閣僚会議決定により、ベラルーシ国内軍第43師団は、ベラルーシ共和国内務省国内軍に改編された。同年5月13日、ベラルーシ内務省令により、1個護送旅団、1個護送連隊、1個作戦連隊、1個民警特殊自動車化大隊、4個独立民警大隊、1個教育連隊の編成が承認された。 
同年10月30日、第345護送旅団は国内軍第1独立旅団に改編された。第626護送連隊は、国内軍第2独立旅団に改編された。
1993年1月20日、内務省令により、第362作戦連隊は第5独立特殊任務大隊に改編された。第612教育連隊は国内軍教育センターに、第41民警連隊は第3独立民警旅団に改編された。同命令により、軍の機構には、国内軍学部が編入された。この外、同年6月4日、2個独立民警大隊が編成され、軍の編成に編入された。
1993年11月11日、閣僚会議決定により、2個独立旅団、1個独立民警旅団、1個教育センター、6個独立民警大隊、1個独立特殊任務民警大隊、 ミンスク高等軍事指揮学校附属国内軍戦術・工兵技術警備手段学部・講座の編成が承認された。
1994年から1995年までの間、民間防衛本部とその配下部隊の内務省への移管（1994年10月26日）、ベラルーシ陸軍第120親衛自動車化狙撃師団第334親衛自動車化狙撃連隊の内務省国内軍への移管（1994年11月14日）、並びに第5527軍部隊のバブルイスク市への、第7404軍部隊局のバラーナヴィチ市への配置換え（1994年12月7日）が行われた。内務省国内軍の現在の機構と配置は、1995年11月8日に承認された。
2000年11月24日、民間防衛本部はベラルーシ非常事態省に移管された。

## 組織
現在のベラルーシ国内軍は、7個旅団と1個独立大隊が編成されている。
- 国内軍司令部
  - 第1独立特殊民警旅団（軍部隊5448）：ミンスク
  - 第2独立特殊民警旅団（軍部隊3310）：アコリツァ（ベラルーシ語版）
  -  第3独立特務旅団（ベラルーシ語版、英語版）（軍部隊3214）：ミンスク
    -  緊急対応特殊課（ベラルーシ語版、ロシア語版、英語版）（軍部隊3032）：ミンスク

  - 第4独立特殊民警旅団（軍部隊7404）：バラーナヴィチ
  - 第5独立特殊民警旅団（軍部隊6713）：マヒリョウ
  -  第6独立特殊民警旅団（ベラルーシ語版、ロシア語版、英語版）（軍部隊5525）：ホメリ
  - 第7独立特殊民警旅団（軍部隊5530）：ヴィーツェプスク
  - 独立原子力発電所警護大隊（ベラルーシ語版、ロシア語版）（軍部隊7434）：アストラビエツ（ベラルーシ語版、ロシア語版、英語版）（空軍の第1146親衛高射ミサイル連隊（ベラルーシ語版、ロシア語版）とともに、アストラビエツ原子力発電所（ベラルーシ語版、ロシア語版、英語版）の警備を担当）

### 他国の類似組織
- 国内軍
  - ロシア国内軍
  - トルクメニスタン国内軍
  - カザフスタン国内軍
  - ウクライナ国内軍
  - グルジア国内軍
  - アルメニア国内軍